# Bassari
I bassari sono un popolo africano che vive in Senegal, Gambia, Guinea e Guinea-Bissau.
La popolazione totale è compresa tra le 10.000 e le 30.000 persone. La maggior parte sono concentrati ai confini tra Senegal e Guinea a sud ovest di Kédougou, nella regione di Kédougou, in francese pays bassari o liyan nella lingua bassari.
I bassari parlano una lingua tenda, e chiamano se stessi a-liyan (al plurale: bi-liyan),
La maggior parte sono animisti con una minoranza significativa di cristiani (sia cattolici che protestanti).
Pochissimi bassari sono musulmani.
Hanno stretti rapporti con i fula, che risiedono vicino alle colline del Fouta Djallon .
I bassari vivono con un'agricoltura di sussistenza, e coltivano riso, miglio e fonio.
Migrano periodicamente verso le città del Senegal e della Guinea nella stagione secca alla ricerca di un lavoro per poter guadagnare il denaro per comprare cose per la casa, vestiti e altri beni necessari.
La mitologia dei bassari è incentrata intorno al dio Unumbotte.